# Хон Сон Нам
Хон Сон Нам (кор. 홍성남, 洪成南, Hong Seong-nam, Hong Sŏng-nam; 2 жовтня 1929 — 31 березня 2009) — північнокорейський політик і партійний діяч, дев'ятий голова уряду КНДР.

## Кар'єра
Здобував освіту у Пхеньянському університеті та у Празькому технічному інституті. Після повернення на батьківщину 1954 року почав працювати у міністерстві важкої промисловості, яке зрештою очолив 1971 року.
Від 1973 до 1975 року був заступником голови Адміністративної ради, від 1973 до 1977 — головою Держплану. В 1982—1986 роках обіймав посаду першого секретаря ТПК у провінції Південня Пхьонан. 1986 року був обраний до складу Політбюро ЦК ТПК. Від 1987 до 1990 року знову обіймав посади заступника голови уряду КНДР та очільника Держплану. У відставку з посади заступника голови Адміністративної ради вийшов 1997 року та сам очолив уряд.
2003 року пішов з політичного життя країни.